# Rabbinat Biesheim
Das Rabbinat in Biesheim, einer Gemeinde im Département Haut-Rhin in der französischen Region Grand Est, bestand von 1674 bis 1910.

## Rabbiner
- 1808–1819: Rachmiel Kalmann
- 1839–1841: Klein Salomon Wolf
- 1842–1844: Jacob Wolff (geb. 5. April 1813 in Puttelange-aux-Lacs; gest. 1883 in Bouxwiller)[1]
- 1845–1879: Cerf Aaron (geb. 4. August 1819 in Dieuze; gest. 11. Oktober 1879 in Biesheim)[2]
- 1880–1883: Samuel Haymann Schüler (auch Schiller geschrieben; geb. 29. Juli 1844 in Autenhausen)[3]